# عملیات کربلای ۶
عملیات کربلای ۶ عملیات نظامی نیروهای مسلح ایران، در خلال جنگ ایران و عراق بود، که به فرماندهی نیروی زمینی ارتش و مشارکت سپاه پاسداران انقلاب اسلامی، در ۲۴ دی‌ماه ۱۳۶۵ بر ضد نیروهای ارتش عراق در منطقه قصر شیرین و نفت شهر، در استان کرمانشاه انجام شد.
هدف از این عملیات، پیشگیری از انتقال سریع نیروهای دفاعی عراق، به سمت بصره بود، که عملیات کربلای ۵ در آنجا جریان داشت. عملیات کربلای ۶ توسط لشکر ۷۷ پیاده خراسان از ارتش و لشکر ۳۱ عاشورا از سپاه انجام گرفت.

## شرح عملیات
این عملیات در منطقه سومار، در حالی اجرا گردید که نیروهای ارتش عراق به‌طور کامل از اجرای عملیات آگاه بودند. به‌منظور پشتیبانی از عملیات کربلای ۵ سپاه پاسداران در منطقه شلمچه و گشودن جبهه‌ای جدید در مقابل ارتش عراق، نیروی زمینی ارتش جمهوری اسلامی در آخرین ساعات روز ۲۳ دی ۱۳۶۵ عملیات کربلای ۶ را در منطقه عمومی سومار آغاز کرد. در این عملیات،‌ فرمانده عالی جنگ، هاشمی رفسنجانی بود که در زمان اجرای عملیات،‌ در منطقه منطقه حاضر بود. منطقه عملیات، منطقه عمومی سومار به وسعت تقریبی ۱۰۰ کیلومتر مربع بود.
ایرانی‌ها از این عملیات به هدف خود برای بازداشتن نیروهای عراقی از فرستادن نیروی دفاعی بیشتر به سمت بصره دست یافتند. با این حال نیروهای عراقی مستقر در اطراف بصره با موفقیت از این شهر در مقابل حمله نیروهای ایرانی دفاع نمودند. با وجود موفقیت‌آمیز بودن عملیات نیروهای ایران در تسخیر مواضع نیروهای عراقی، ایرانی‌ها پس از موفقیت عقب‌نشینی کردند.
در ابتدای عملیات ۱۰٬۰۰۰ نیروی بسیجی به سمت خطوط عراقی یورش بردند و توانستند در این خطوط نفوذ کنند. اما نیروهای مکانیز عراقی به آسانی توانستند نیروهای بسیجی را محاصره کرده و بسیاری از آنها در نبرد هنگام محاصره جان خود را از دست دادند. در این هنگام تیپ مکانیزه ۷۷ خراسان وارد عمل شد و توانست با شکستن محاصره، نیروهای بسیجی محصور را آزاد نماید.
در این عملیات،‌ نیروهای ایرانی با عبور از موانع گوناگون از جمله میدان‌های وسیع مین، سیم‌های خاردار و تله‌های انفجاری، به نیروهای عراقی یورش بردند و پس از شکستن خطوط و مواضع آنها، بیش از ۶۰ کیلومتر از خاک ایران را آزاد کردند. 

## تلفات و خسارت‌ها
تعداد یازده فروند هواپیما، دو فروند هلی‌کوپتر، بیست دستگاه تانک، تعداد زیادی خودرو و چندین انبار مهمات از جمله خسارت‌های عراقی‌ها در این عملیات بود. انهدام پنج گردان و پنج تیپ عراقی و کشته شدن ۳ هزار نفر از نیروهای انها،‌ از تلفات دیگر این عملیات بود. گردان‌ها و واحدهای آسیب‌دیده این عملیات، گردان‌های ۱ و ۲ از تیپ ۱۰۸، گردان ۱ از تیپ ۶۰۶، یک گردان از تیپ ۸۰ پیاده، یک گردان از تیپ ۴۵، و یک واحد کماندویی بودند.

## مطالعه بیشتر
- محسن رشید، گزارشی کوتاه / مرکز مطالعات و تحقیقات جنگ سپاه پاسداران انقلاب اسلامی، ویرایش: مهدی انصاری، تهران: سپاه پاسداران انقلاب اسلامی، مرکز مطالعات و تحقیق جنگ، ۱۳۷۸، شابک: ۹۶۴-۶۳۱۵-۳۳-x
- ابوالقاسم حبیبی، ایرج همتی، کربلای ۵؛ تلاشی دیگر برای تعیین سرنوشت جنگ: روزشمار جنگ ایران و عراق: کتاب چهل و ششم-جلد ۱، تهران، سپاه پاسداران انقلاب اسلامی: مرکز اسناد و تحقیقات دفاع مقدس، چاپ اول ۱۳۹۸، صفحات ۶۴۷، ۶۴۸